# 6000 Організація Об'єднаних Націй
6000 Організа́ція Об'є́днаних На́цій (6000 United Nations) — астероїд головного поясу, відкритий 27 жовтня 1987 року.
Тіссеранів параметр щодо Юпітера — 3,346.
За назвою Організація Об'єднаних Націй (ООН) (англ. United Nations)— міжнародна організація, заснована 26 червня 1945 на конференції у Сан-Франциско на підставі Хартії Об'єднаних Націй.